# Chiesa di San Gottardo in Corte
La chiesa di San Gottardo in Corte al Palazzo Reale è un luogo di culto cattolico situato nel centro storico di Milano in via Francesco Pecorari; fa parte del percorso del Grande Museo del Duomo di Milano.

## Storia
La chiesa fu eretta per ordine del signore di Milano Azzone Visconti intorno al 1336, accanto ai palazzi del potere signorile (l'odierno Palazzo Reale) e vescovile. La fabbrica fu offerta alla Vergine e dedicata a san Gottardo, tradizionalmente invocato come protettore contro i disturbi che affliggevano Azzone, i calcoli e la gotta. Il signore di Milano fu qui sepolto: l'arca, ideata da Giovanni di Balduccio, ricorda nella ricca decorazione l'investitura di Azzone a vicario imperiale da parte dell'imperatore Ludovico il Bavaro.
L'interno della chiesa nel suo aspetto trecentesco è noto attraverso la dettagliata descrizione del frate domenicano Galvano Fiamma. Le pareti erano decorate con affreschi finiti a lapislazzuli e foglia d'oro con Storie della Vergine. Della ricca decorazione rimane oggi il grande affresco con la Crocifissione di scuola giottesca, originariamente collocato all'esterno della chiesa, e trasportato su quella che era la controfacciata nel 1952.
L'aspetto esterno dell'edificio fu completamente trasformato in epoca neoclassica dall'architetto Giuseppe Piermarini nell'ambito dei lavori di risistemazione del palazzo ducale (1770 circa), quando l'ingresso della chiesa fu trasferito sul fianco sud (dove si trova ancora oggi). La facciata, che presentava un profilo a capanna e tre aperture, fu eliminata nel nuovo assetto che la vede addossata al Palazzo. Anche l'interno subì consistenti modifiche a favore del gusto contemporaneo, visibile nelle decorazioni monocrome, nell'adozione degli ordini classici per le colonne e per le lesene e nelle pareti dipinte a marmorino dai colori pastello che sono state riportate alla luce dal recente intervento di restauro.
La cappella palatina prima ducale, poi reale, è dal 1981 proprietà del comune di Milano e, dal 2014, in comodato d'uso alla Veneranda Fabbrica del Duomo di Milano. Officiata con il culto cattolico, è stata canonicamente eretta in Rettoria nel 1986 all'interno della parrocchia di Santa Tecla (Duomo di Milano).
Il 5 maggio 2015, dopo un poderoso intervento di restauro realizzato in soli 9 mesi, la Veneranda Fabbrica del Duomo di Milano ha riaperto la chiesa alla città.

## Descrizione

### Esterno

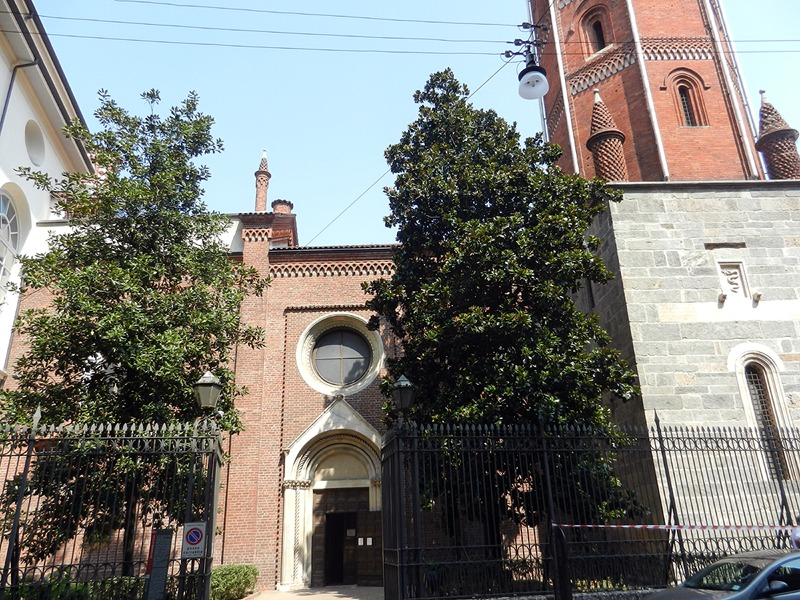
L'ingresso, sul fianco destro

Nell'aspetto attuale la chiesa mantiene le antiche strutture trecentesche, ma esigenze di rappresentanza nel XVIII secolo sacrificarono la facciata e l'atrio antistante addossando alla chiesa lo scalone d'onore del Palazzo negli anni tra il 1771 e il 1775. Fu aperto quindi l'accesso alla chiesa sul fianco meridionale e il portale fu inizialmente trasferito al Castello Sforzesco. All'inizio del XX secolo, con l'intervento di Luigi Perrone e Calzecchi Onesti, venne rimosso sul fianco l'intervento neoclassico, riportato a vista il mattone e furono rimontati il portale originario e l'oculo sovrastante ancor addossato allo scalone e privo tuttavia della decorazione fittile.

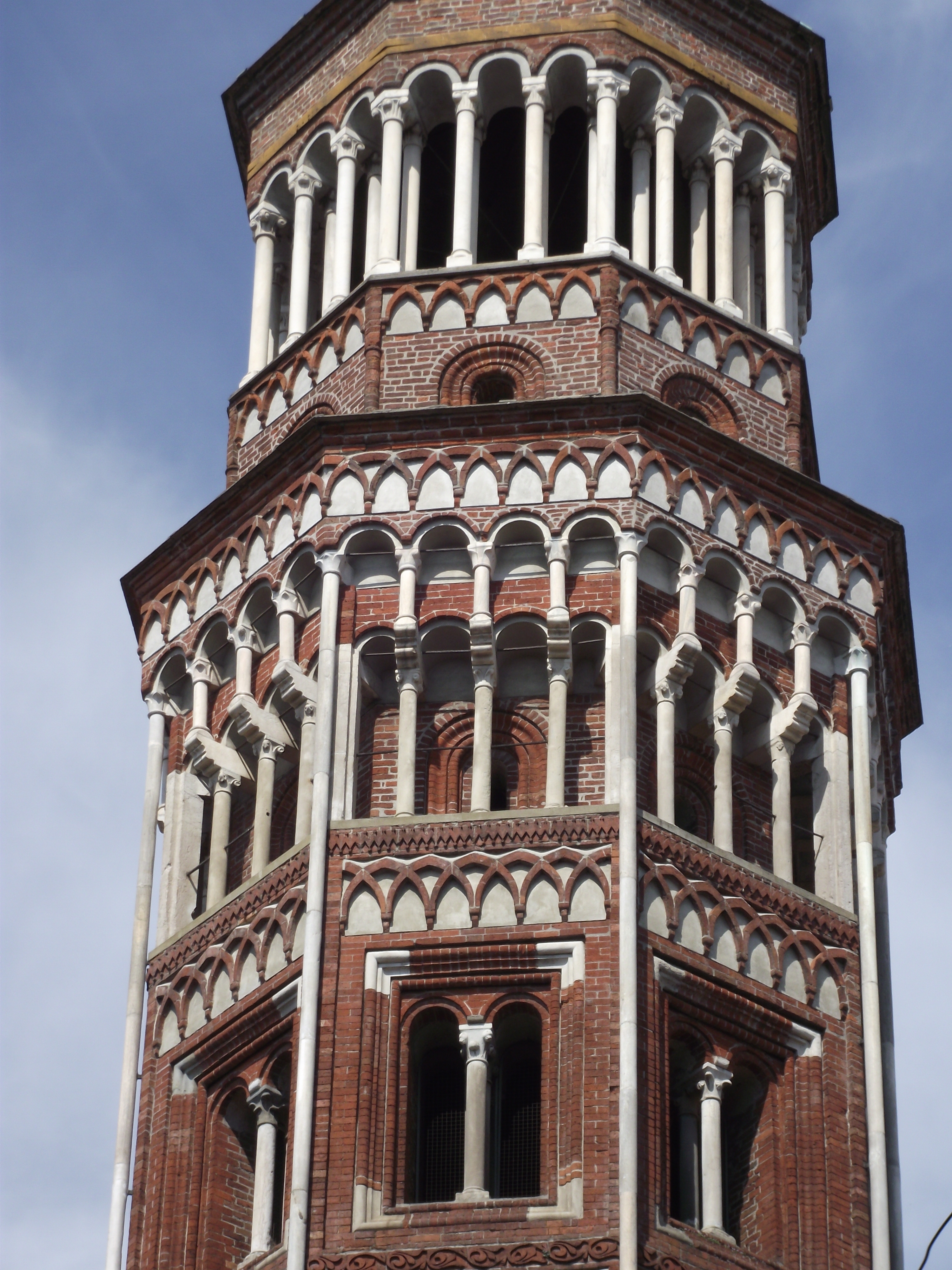
Particolare del campanile.

Sul campanile fu installato il primo orologio pubblico della città che originariamente scandiva 24 ore a partire dalla prima ora successiva al tramonto. Un rintocco di campana scandiva la prima ora della notte, mentre al tramonto i rintocchi erano ventiquattro (il funzionamento dell'orologio è descritto in dettaglio da fra' Galvano Fiamma, cronista dell'epoca). Il tempo scandito e l'automatismo del meccanismo destarono tale scalpore che la zona circostante venne chiamata "Contrada delle Ore".

### Campanile
Ha conservato il suo assetto originario la slanciata torre campanaria. Dalla base quadrata di pietra svetta la struttura ottagonale in laterizi, a piani rastremati con cuspide. Viene detta delle Ore, dal momento che Azzone la dotò anche del primo orologio pubblico di Milano e probabilmente anche d'Italia (Pietro Verri, Storia di Milano, tomo I, cap. XI, 104). Il campanile è caratterizzato da una fitta partitura architettonica realizzata con accostamenti di materiali e colori, il cotto e il marmo, utilizzati nelle cornici ad archetti intrecciati che segnano i piani bassi del campanile e nelle colonnine della parte superiore. Tali elementi richiamano la tradizione del gotico lombardo e alla base una lapide ricorda il nome dell'architetto responsabile dell'edificio, il cremonese Francesco Pecorari.
La torre fu nel 1887 oggetto di un importante intervento di restauro sotto la direzione di Luca Beltrami.

### Interno

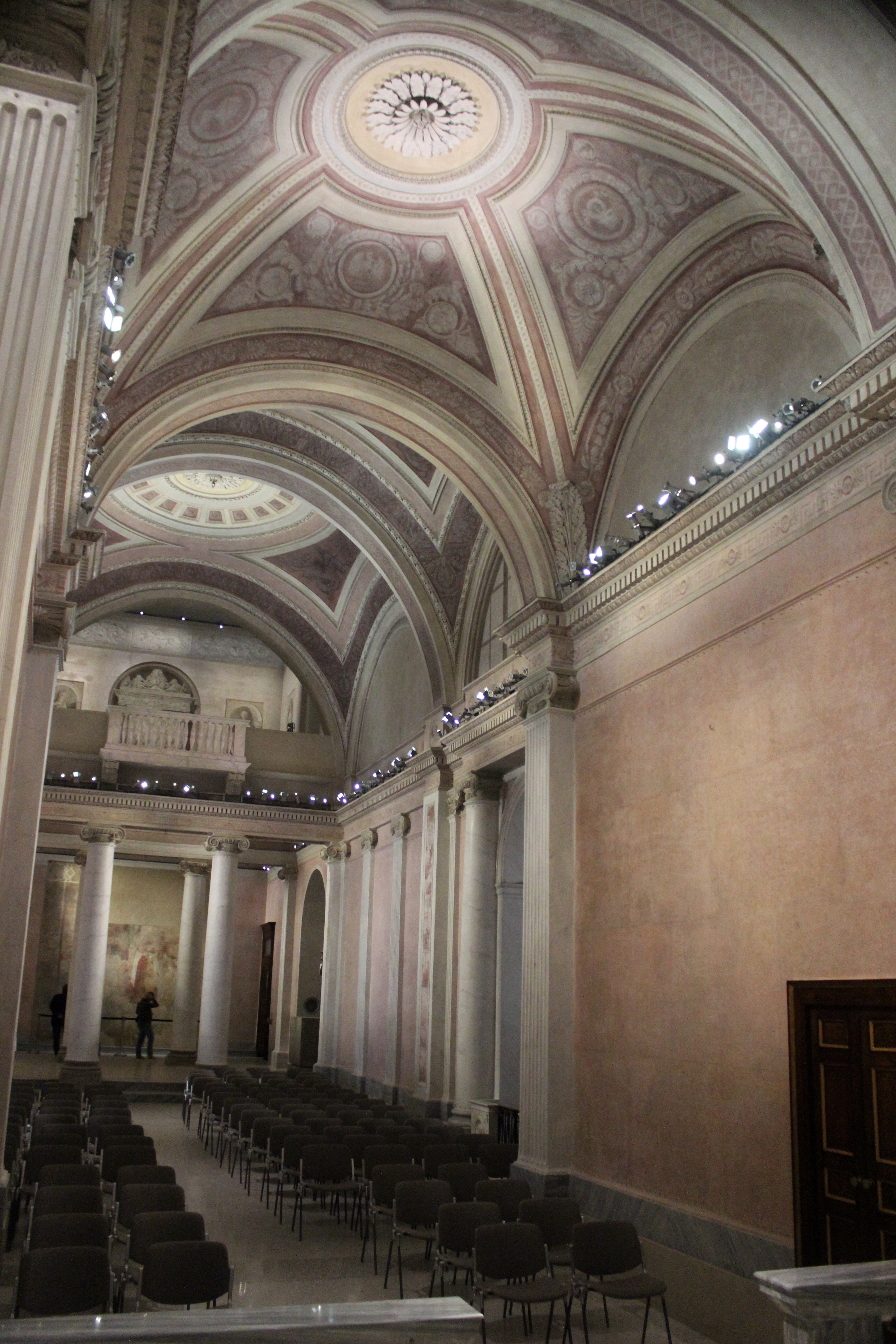
Interno verso la controfacciata

L'interno della chiesa è in stile neoclassico, frutto degli interventi della fine del XVIII secolo.
La pianta della chiesa è costituita da un'aula allungata costituita da un'unica navata di tre campate, delle quali l'ultima si restringe per far posto simmetricamente alla sacrestia e alla torre campanaria, poste ai suoi lati. La volta, affrescata, è a vela nelle prime due campate, a crociera nell'ultima. A metà della navata, si aprono simmetricamente due cappelle laterali poco profonde, ciascuna delle quali contenente un altare policromo: quello di sinistra è sormontato dalla tela Maria Assunta in cielo di Giuliano Traballesi, mentre quello di destra da San Gottardo Vescovo di Martin Knoller.
Alla navata è preposto un profondo avancorpo; al di sotto della cantoria, che è sorretta da due file di colonne ioniche, sulla parete di controfacciata vi è un affresco trecentesco raffigurante la Crocifissione, di scuola giottesca; questo venne rinvenuto nel 1929 sulla base del campanile e subì un rapido degrado fino al 1953, anno in cui fu rimosso dall'originaria collocazione, restaurato e collocato sulla parete di controfacciata. In una nicchia dell'avancorpo, vi è l'altare della Madonna dei Dispersi, opera in rame argentato di Romano Rui.
L'abside termina con il presbiterio poligonale, coperto da una cupola a pianta ottagonale con lanterna. Le tre vetrate policrome che danno luce all'ambiente vennero realizzate nel XX secolo e raffigurano storie degli ordini religiosi benedettino e domenicano. A ridosso della parete centrale trova luogo l'altare maggiore in marmi policromi, originariamente sormontato dal dipinto di Giovan Battista Crespi detto il Cerano San Carlo Borromeo in Gloria. Sulla parete di sinistra, è stato ricomposto il monumento sepolcrale di Azzone Visconti; esso fu smembrato alla fine del XVIII secolo e ceduto prima al conte Anguissola e poi ai Trivulzio, che nel 1927 lo donarono nuovamente alla chiesa.

## Galleria d'immagini

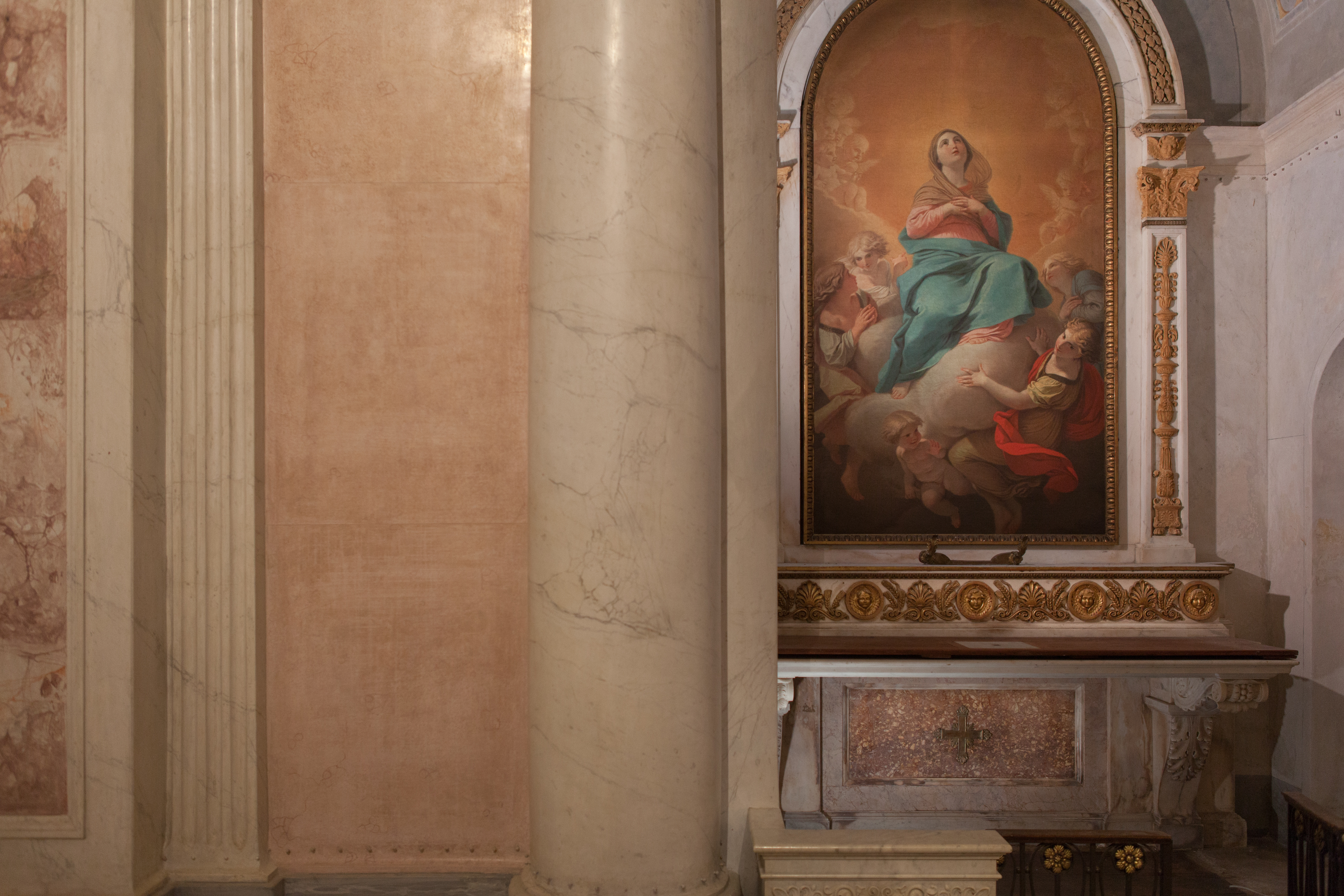
Maria Assunta, di Giuliano Traballesi
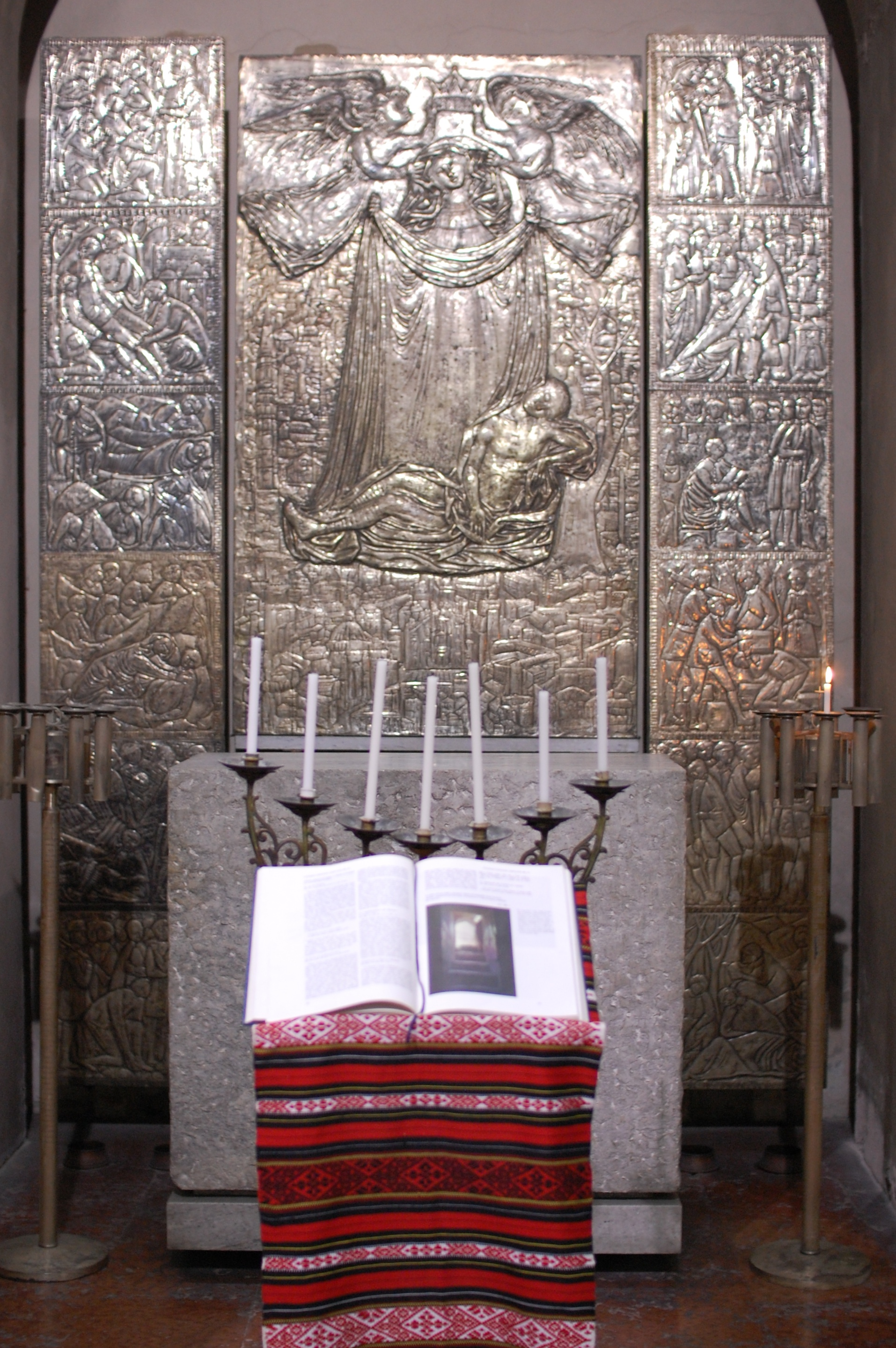
Madonna dei Dispersi, di Romano Rui
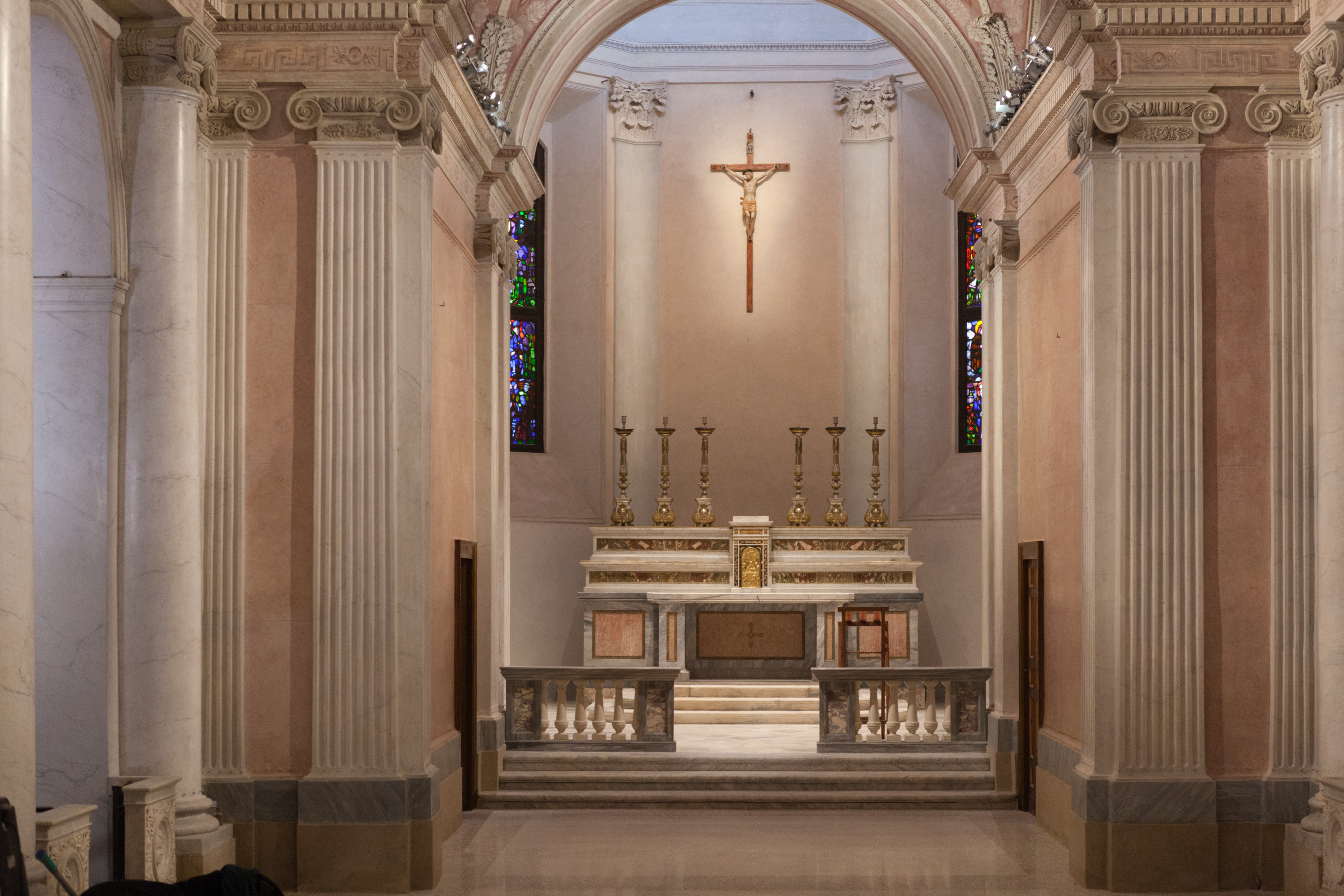
Abside e altare maggiore
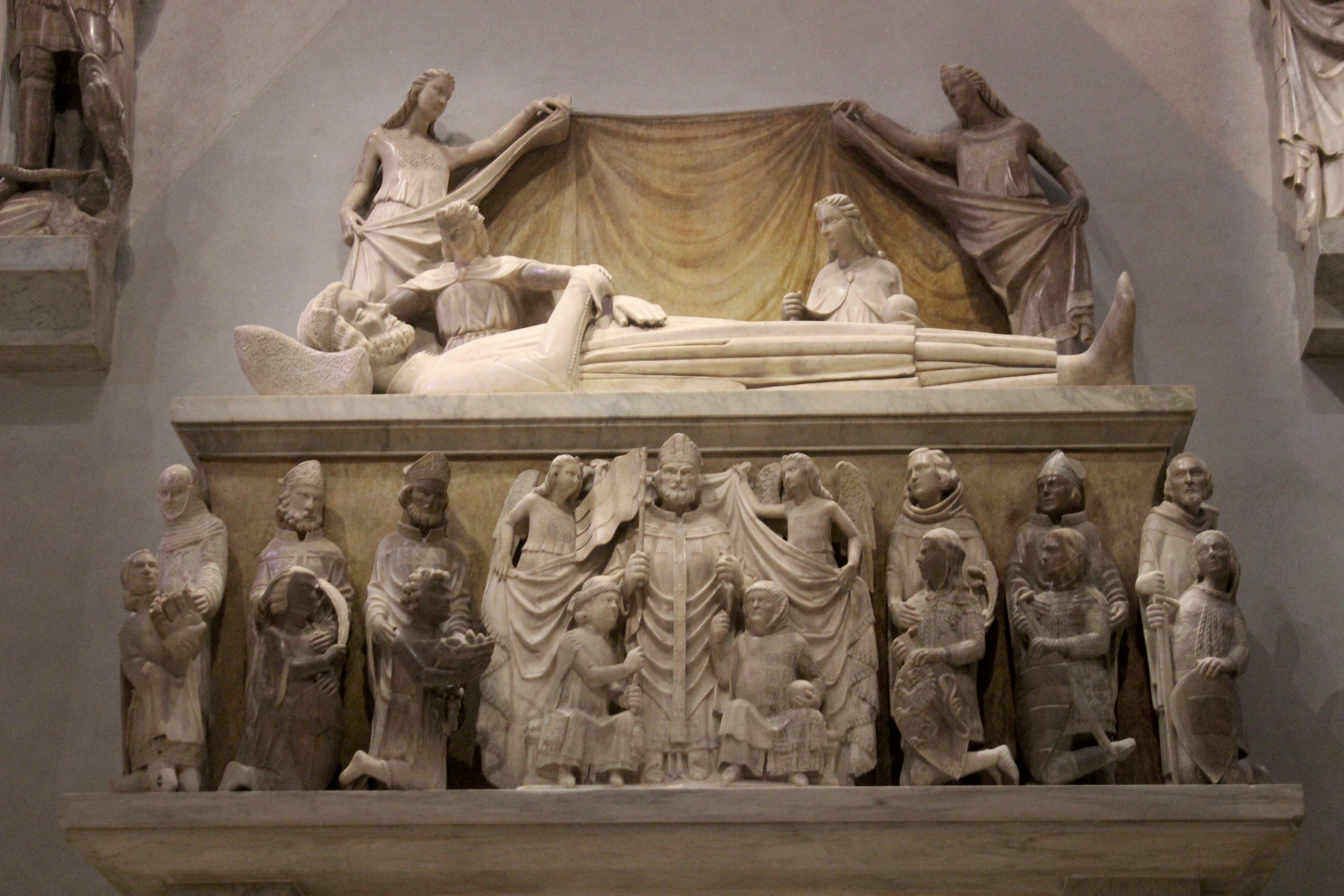
Monumento sepolcrale di Azzone Visconti